# Mssakhan

Le mssakhan (en arabe : مسخّن) est un plat palestinien à base de morceaux de poulet cuits, montés avec des oignons entre des pâtes fines de pain trempées d'huile d'olive.

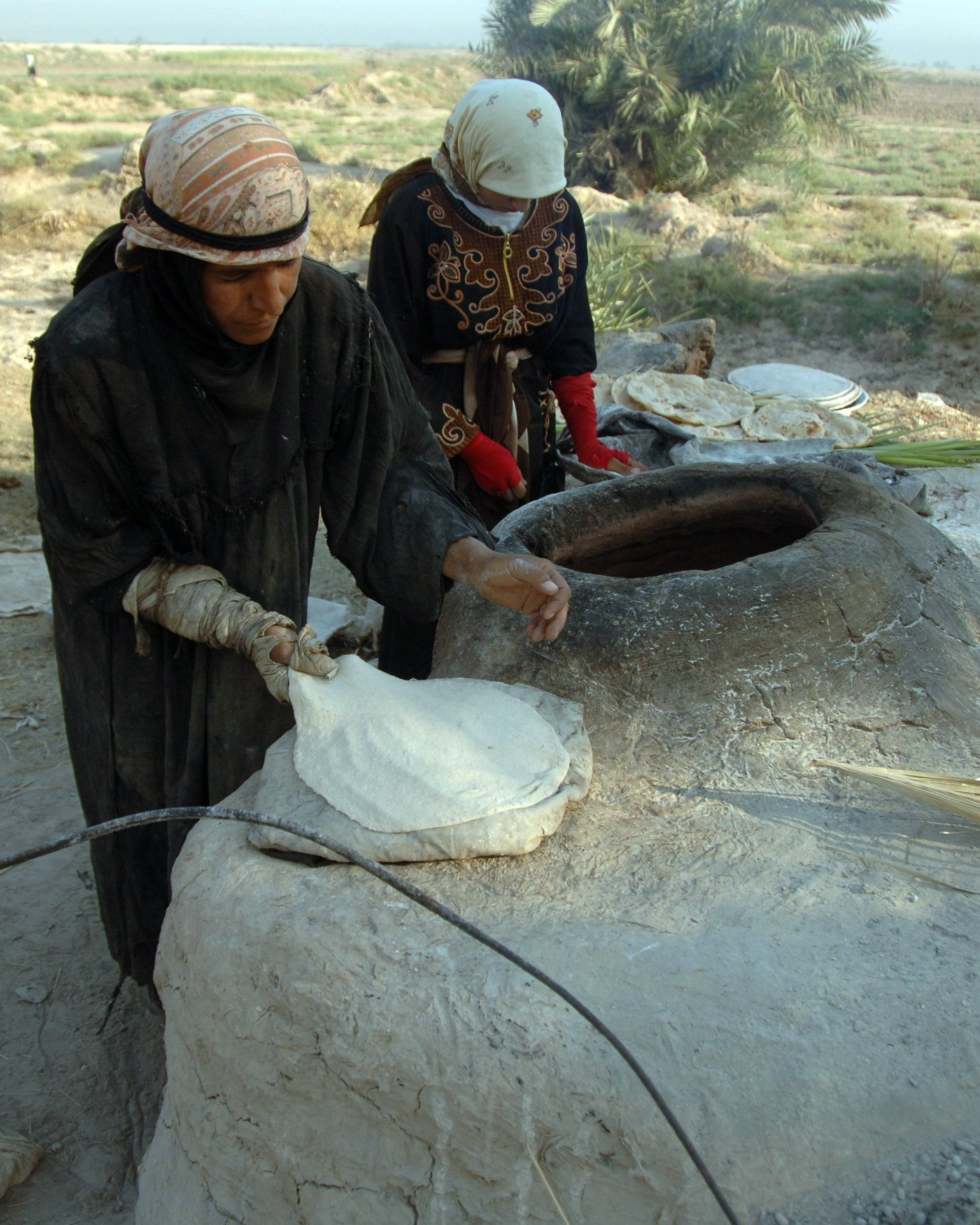
Préparation du pain.
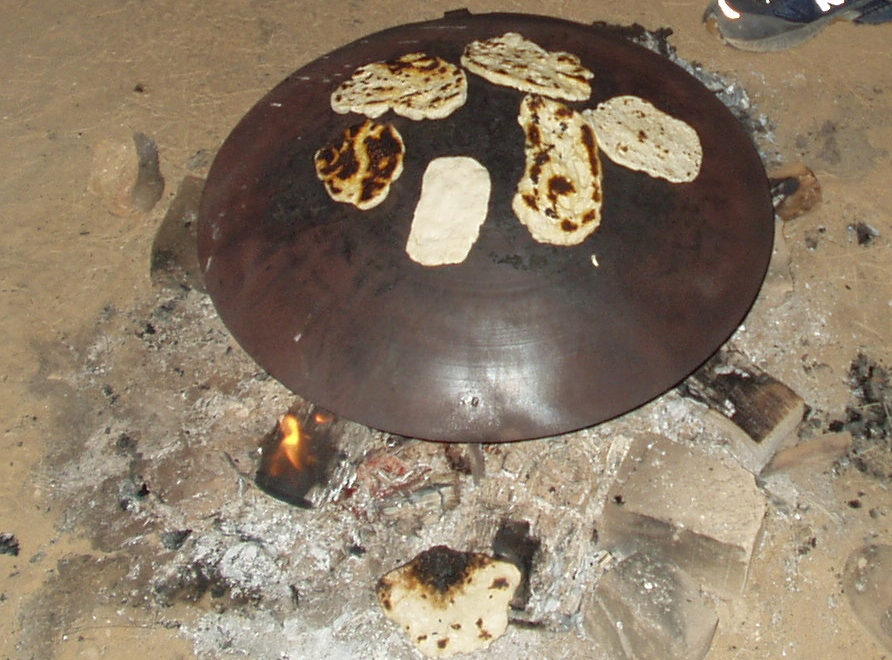
Four rustique.
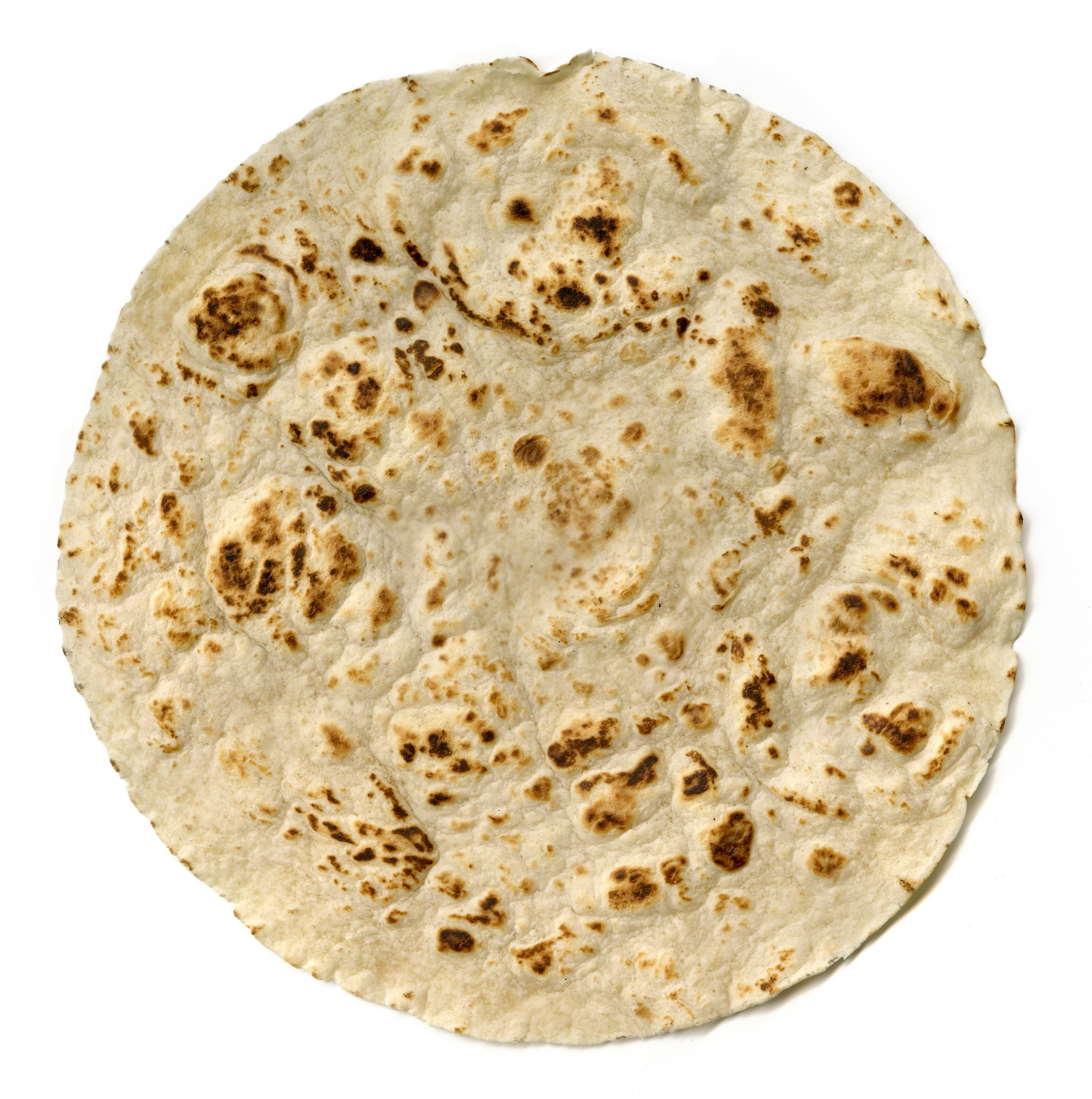
La base.
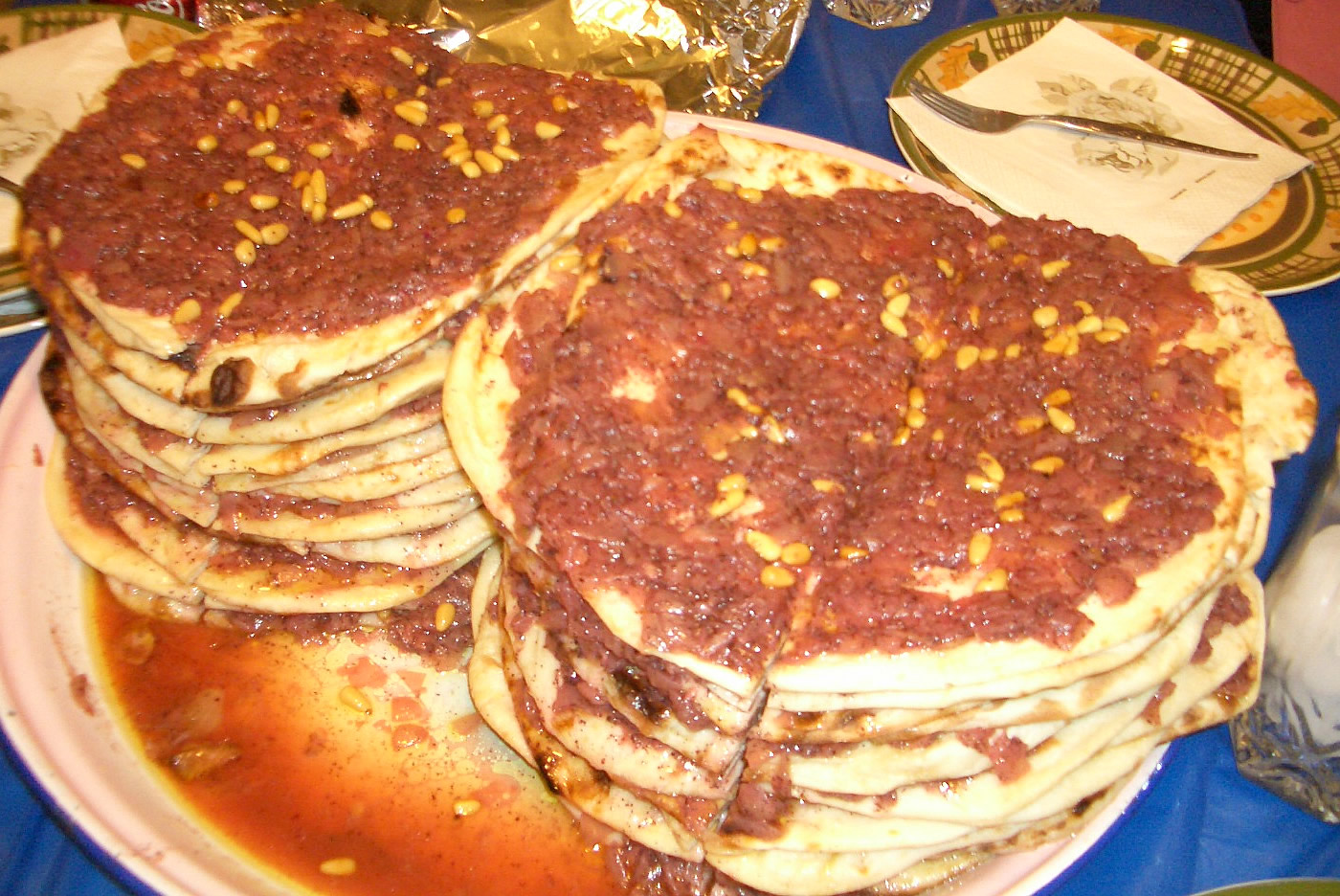
Mssakhan.
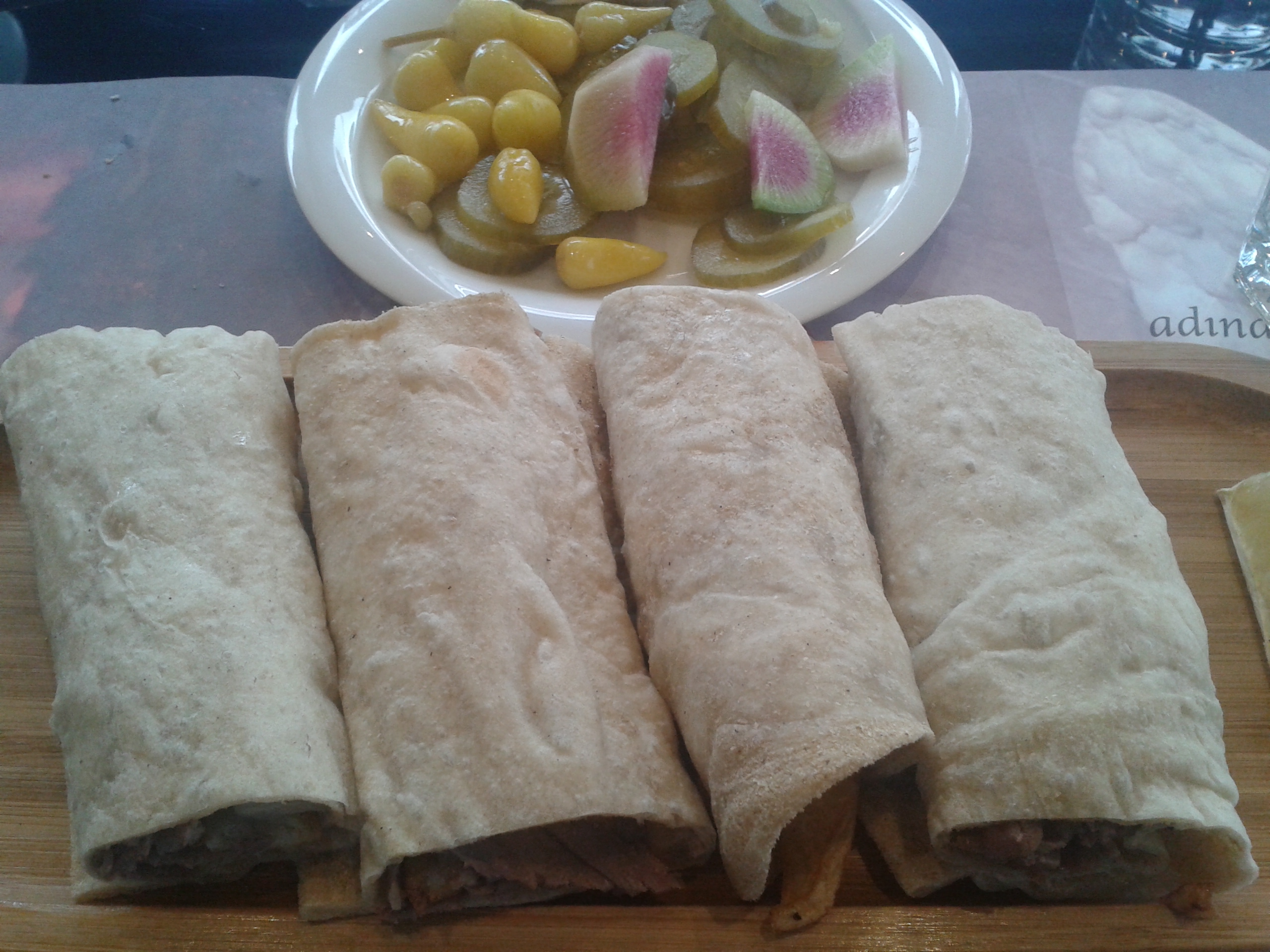
Mssakhan roulé.

### Autres articles
- Cuisine jordanienne
- Cuisine libanaise
- Cuisine palestinienne
- Cuisine syrienne

### Autres projets
- Cuisine of Palestine

## Littérature
- Gastronomie levantine, 11 août 2011, 40 p. (ISBN 978-1-159-47774-5).